# بني يوسى (أفلح اليمن)

تعديل مصدري - تعديل

بني يوسى هي إحدى قرى عزلة جياح بمديرية أفلح اليمن التابعة لمحافظة حجة، بلغ تعداد سكانها 149 نسمة حسب تعداد اليمن لعام 2004.